# Yaku
Yaku е българско-австрийска музикална група, изпълняваща етно музика. Името идва от първите срички на имената на основателите Явор Русинов и Курт Хауенщайн на латиница. Има записани 3 албума.

## История
Явор Русинов и Константин Стоянов издават албум с електронна музика под името Vox.
Yaku е създадена през 1996 г., когато Явор Русинов се запознава с Курт Хауенщайн след концерт на австриеца в НДК, София. Скоро към тях се присъединява Константин Стоянов. Триото решава да създава нетипична и некомерсиална музика и залага на смес от българска народна музика и електроника.
През 1997 г. излиза първият албум на Yaku – Total Immigration, издаден от Venus Music. В албума участват певиците Чака Кан и Амалия, хор „Космическите гласове на България“, рапърът Хаби.
През 2005 г. групата издава втория си албум The World behind You с български, кубински, индиански, турски и аборигенски ритми. Продуцент е Хелмут Шерф. В голям хит се превръща песента „Капитан Петко войвода“, изпята от актьора Васил Михайлов. Гости изпълнители и музиканти са Хосе Фелисиано, Теодосий Спасов, Валя Балканска, Део, Булгаро.
През 2011 г. проектът е прекратен след смъртта на Курт Хауенщайн. Албумът The Message е издаден в памет на австриеца и съдържа 14 неиздавани преди това песни.

## Дискография
- Total Immigration (1997)
- The World behind You (2005)
- The Message (2011)